# Microstylum griseum
Microstylum griseum là một loài ruồi trong họ Asilidae. Microstylum griseum được Bromley miêu tả năm 1927. Loài này phân bố ở vùng nhiệt đới châu Phi.